# Агармиський ліс
Агармиський ліс (крим. Ağarmış ormanı, Агъармыш орманы) — комплексна пам'ятка природи загальнодержавного значення, розташована на схилах масиву Агармиш Кримських гір на території Кіровського району (АР Крим, Україна). Площа — 40 га. Землекористувач — Старокримське державне лісомисливське господарство. 

## Назва
Дрімонім утворився як означення із суфіксом «-ський» від суміжного топоніма Агармиш, який походить із крим. ağar — «біліти», «сивіти», «линяти», «блякнути» за допомогою давнього дієприкметникового суфіксу крим. mış -миш, -меш, -моїй. Опорним топонімом слугує слово «ліс» — велика ділянка землі, густо заросла деревами, а також велика кількість дерев, які ростуть на такій площі .

## Історія
Пам'ятка природи була створена 14 жовтня 1975 року Постановою Ради Міністрів УРСР від 14.10.75 р. № 780-р, на базі пам'ятки природи (заповідного лісу), утвореного в 1964 році.

## Опис
Розташований у Кримських горах на однойменному гірському масиві безпосередньо на захід від старого Криму на території Старокримського лісництва, квадрати 13 та 17. Місце водозбору Субаських джерел, що забезпечують питною водою Феодосію.
Найближчий населений пункт — місто Старий Крим.

## Рослинність
Агармиський ліс являє собою буковий ліс, залишок більш широко поширеного в минулому типу лісу на Головному пасмі Кримських гір, у верхів'ях балки Сичева. Основні породи: бук кримський (Fagus taurica Popl.; гібрид бука європейського й бука східного), граб східний (Carpinus orientalis), дуб пухнастий (Quercus pubescens) і скельний (Quercus petraea). Вік букового лісу Агармиша понад 200 років. Також зустрічаються такі породи дерев як ясен, в'яз, липа, клен, а із чагарників — кизил, ліщина, глід, скумпія. Південний схил Агармиша досить щільно покритий заростями, що складаються з ялівцю пірамідального, барбарису, терену, шипшини, ожини.

Агармиський ліс
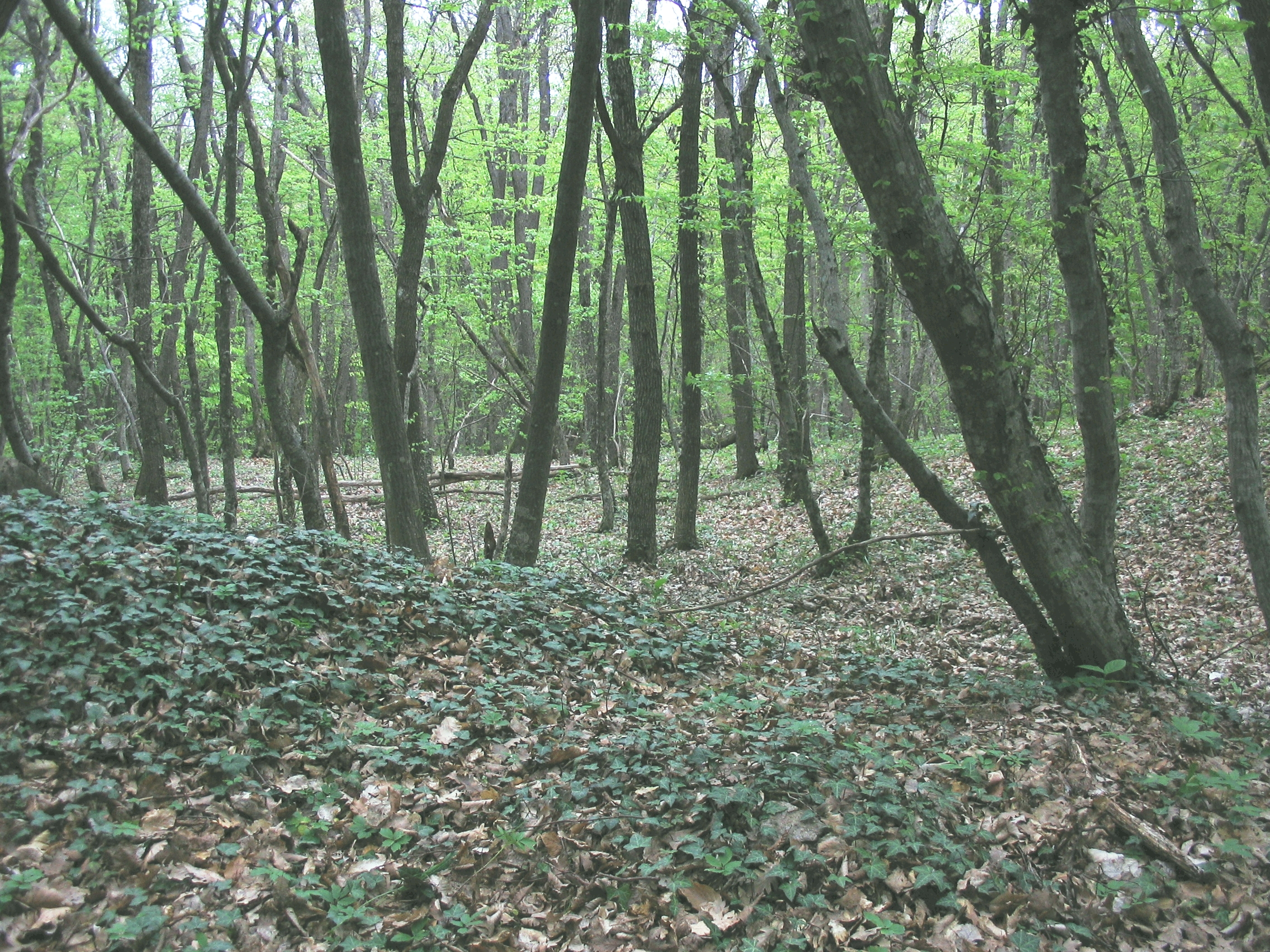
Північний схил
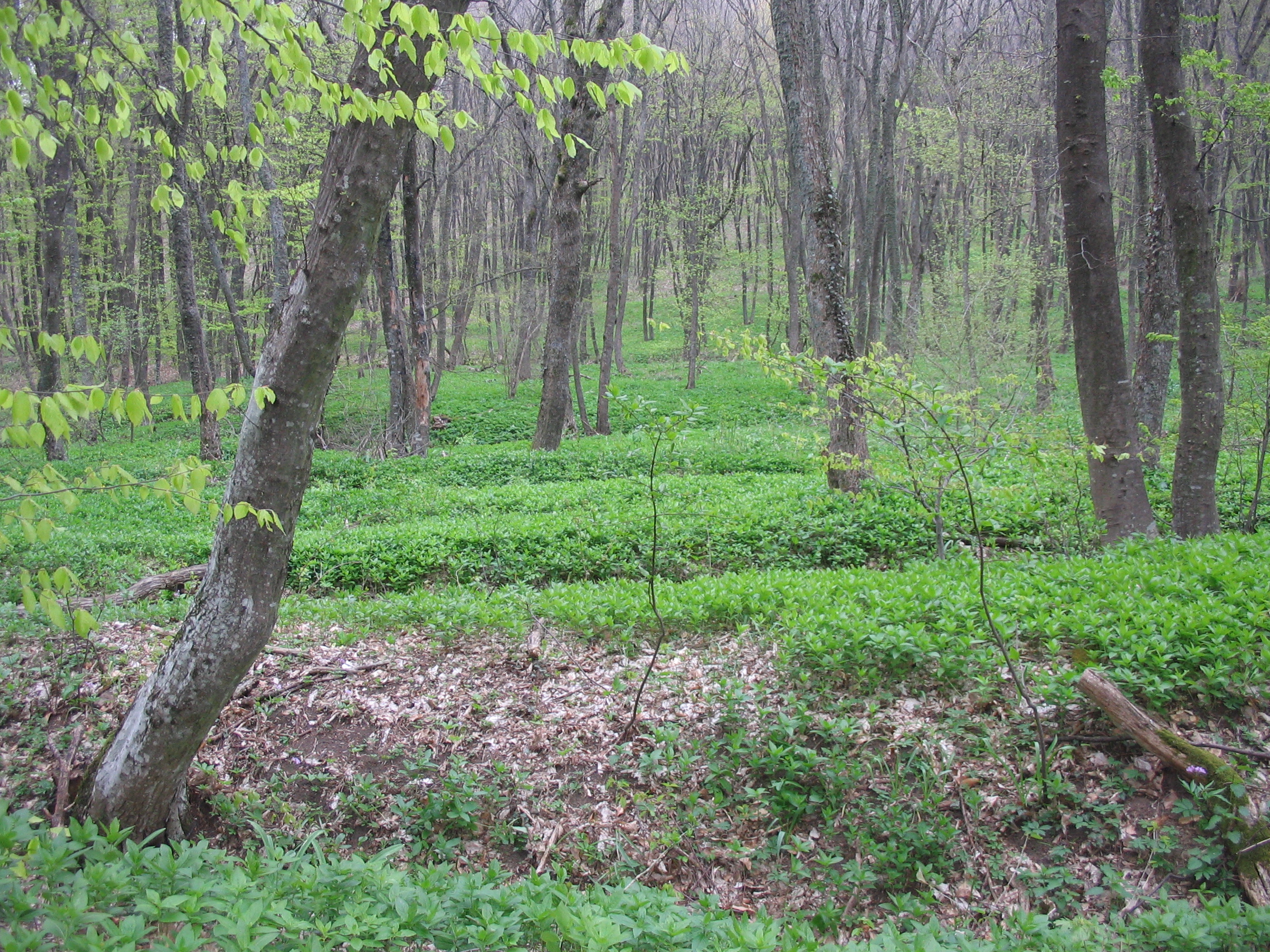
Східний схил
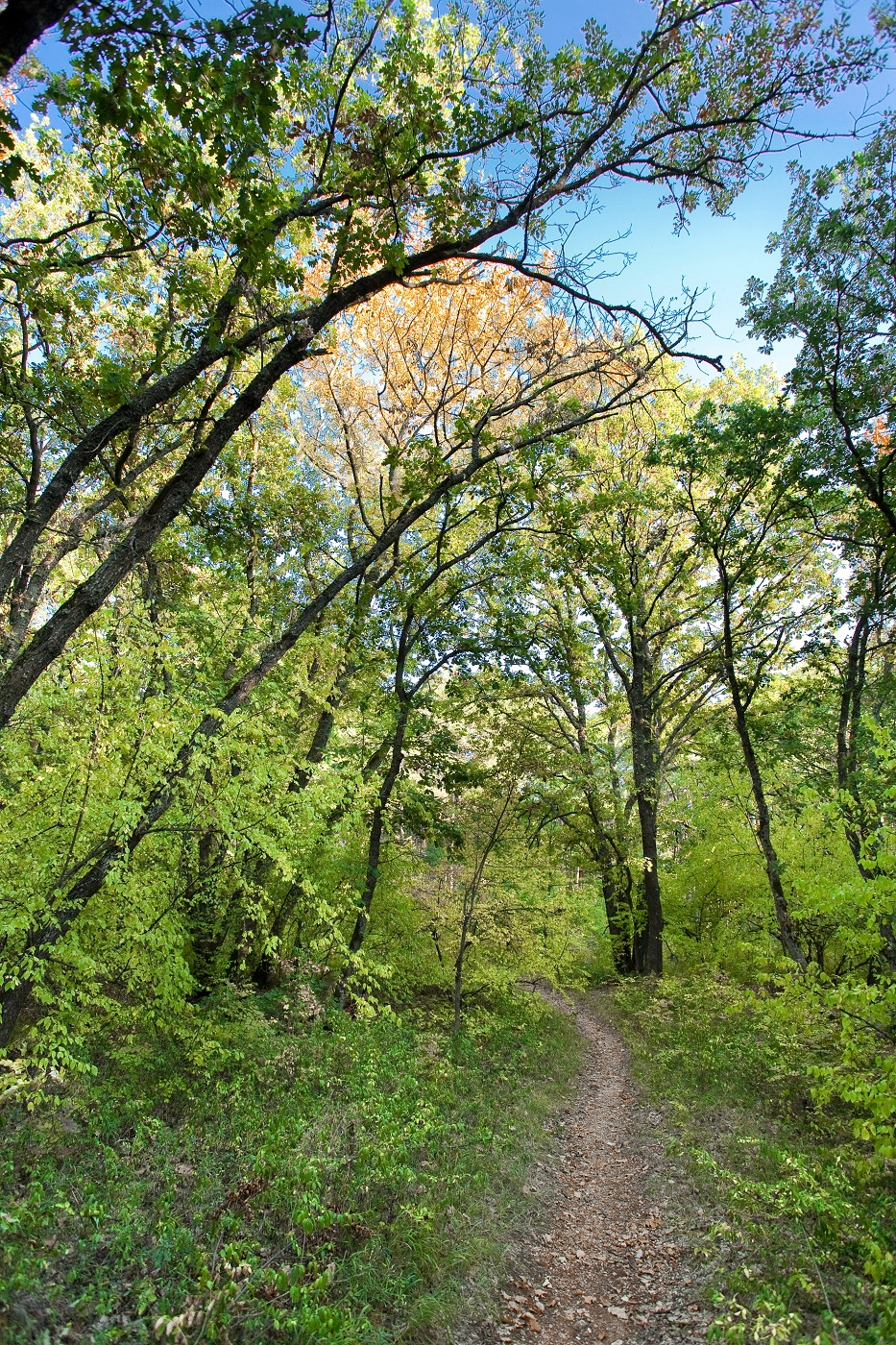
border
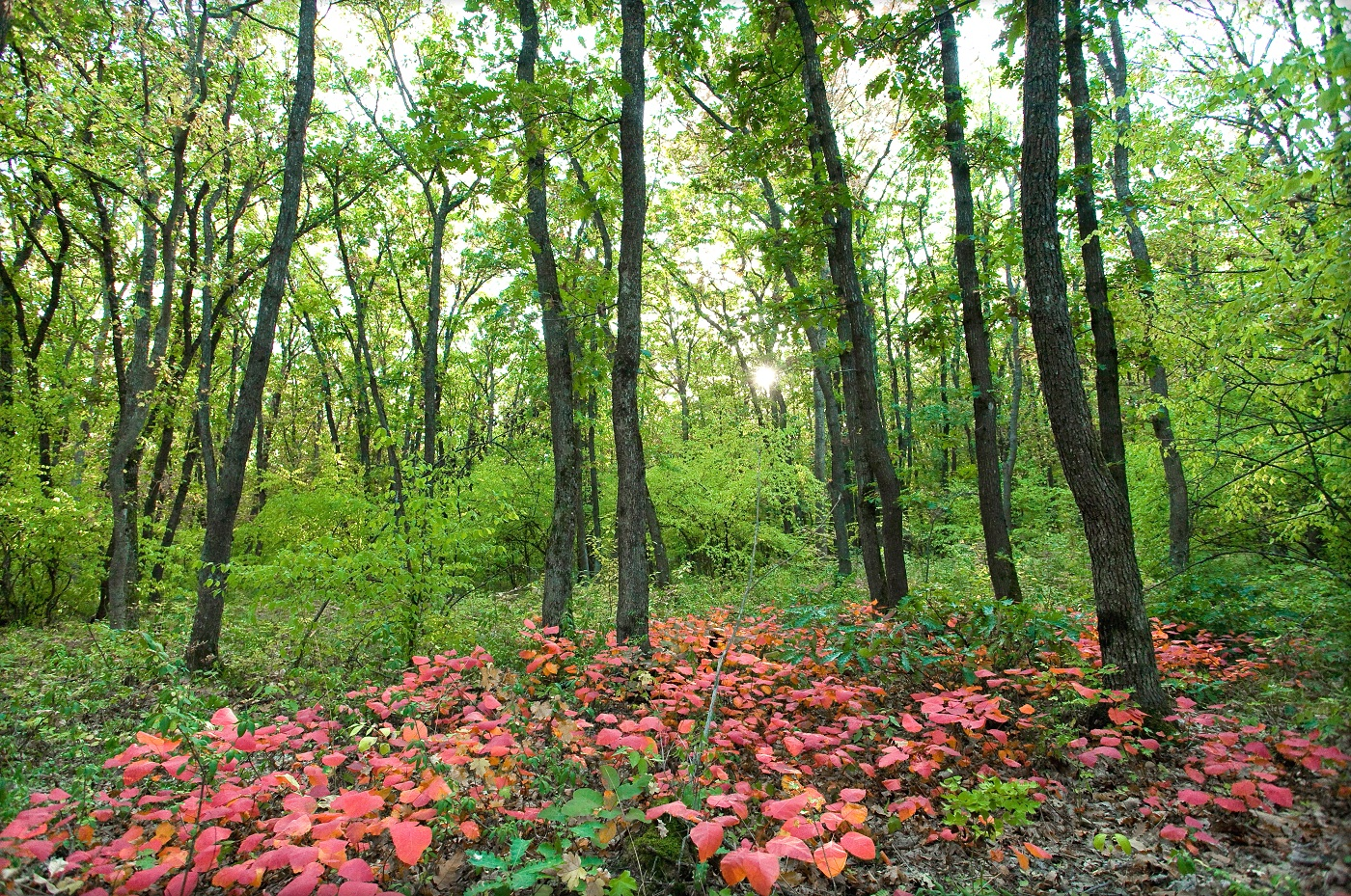
border
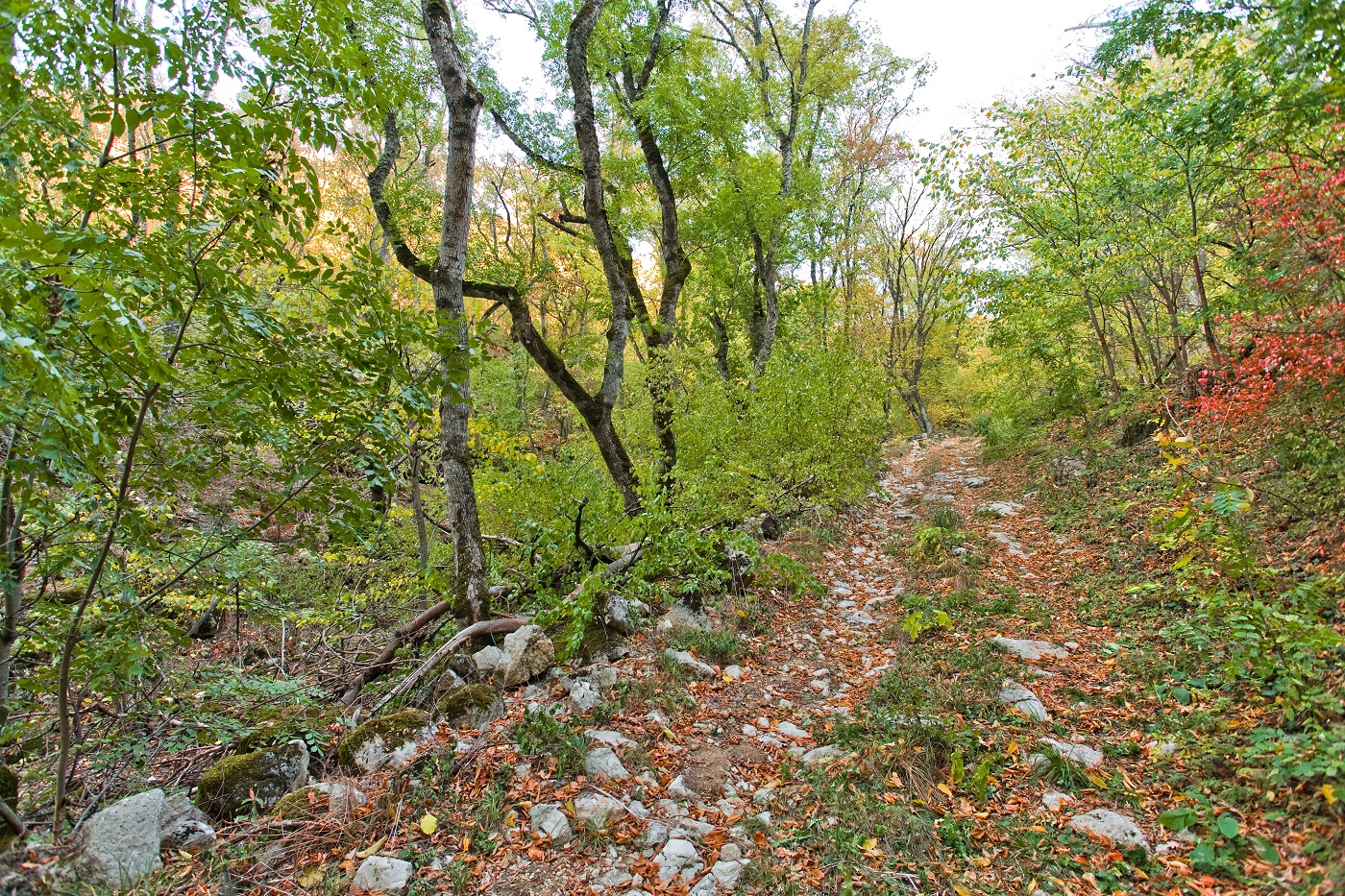
border